# Margaret Courtenay
Margaret Courtenay (Cardiff, 14 novembre 1923 – Londra, 15 febbraio 1996) è stata un'attrice britannica.

## Biografia
Membro della Royal Shakespeare Company (RSC), Margaret Courtenay recitò in numerose opere shakespeariane a Stratford, Londra e Broadway. Negli anni cinquanta recitò per la RSC come Ippolita in Sogno di una notte di mezza estate (1954), Lady Capuleti in Romeo e Giulietta (1956), Cassandra in Troilo e Cressida (1956) e Gertrude in Amleto (1958). Nel 1961 e 1962 recitò in un adattamento teatrale de La signora delle camelie con Vivien Leigh, in una lunga tournée che attraversò l'Australia, la Nuova Zelanda e il Sudamerica. Attiva anche nel teatro musicale, nel 1969 recitò accanto a Ginger Rogers nel musical Mame, rimasto in scena al Drury Lane di Londra per quattordici mesi, inclusa una performance speciale davanti alla regina Elisabetta II. 
Nel 1972 fu Lady Macbeth nella tragedia shakesperiana in scena all'Old Vic, per poi dedicarsi alla commedia l'anno successivo, quando apparve in Habeas Corpus di Alan Bennett accanto a Sir Alec Guinness. Nel 1976 vinse il Laurence Olivier Award alla miglior performance in un ruolo non protagonista per la sua performance nella pièce di Terence Rattigan Separate Tables,  in scena all'Apollo Theatre del West End londinese. Gli anni ottanta la videro ancora apprezzata interprete di opere di prosa come Chi ha paura di Virginia Woolf? (Aldwych Theatre, 1987) e di musical, tra cui la prima britannica di 42nd Street (Theatre Royal Drury Lane, 1984) e Follies (Shaftesbury Theatre, 1987).
Fu sposata con Ivan Pinfield dal 1947 al 1968.

## Filmografia parziale

### Cinema
- Milioni che scottano (Hot Millions), regia di Eric Till (1968)
- Isadora, regia di Karel Reisz (1968)
- Royal Flash - L'eroico fifone (Royal Flash), regia di George MacDonald Fraser (1975)
- Sarah Bernhardt - La più grande attrice di tutti i tempi (The Incredible Sarah), regia di Richard Fleischer (1976)
- Assassinio allo specchio (The Mirror Crack'd), regia di Guy Hamilton (1980)
- Duet for One, regia di Andrej Končalovskij (1986)

### Televisione
- The DuPont Show of the Month – serie TV, episodio 2x06 (1959)
- Le sconfitte di un vincitore: Winston Churchill 1928-1939 (Winston Churchill: The Wilderness Years) – miniserie TV (1981)
- Nemici amici (Never the Twain) – serie TV, 3 episodi (1983-1987)
- Paradise Postponed – serie TV, 1 episodio (1987)